# マルコム・クリスティー
マルコム・クリスティー（Malcom Neil Christie、1979年4月11日 - ）はイングランドリンカンシャー出身の元サッカー選手。ポジションはフォワード。

## 経歴
ピーターバラでサッカーを始めるとディーピングレンジャーズとナニートン・ボロに所属。この期間クリスティーはスーパーマーケットに勤務しながらプレーしていた。
1998年にジム・スミス監督に引き抜かれダービー・カウンティに移籍。加入直後から出場機会を与えられ才能が開花、U-21イングランド代表に選出されるまでに成長した。
2003年ダービーの経営難から、以前同チームのアシスタントコーチであったスティーブ・マクラーレンが監督を務めるミドルズブラへクリス・リゴットとともに移籍。しかし、ミドルスブラでは度重なる骨折やヘルニア・歯科問題まで多くの負傷に苛まれ、復帰しては戦線離脱する苦悩の日々を過ごした。
2006年11月25日、久々に怪我から復帰。ガレス・サウスゲート監督からピッチに放たれると43分後にゴールを決め自らの復帰に花を添えた。
2007年7月、ミドルスブラとの契約が満了。バートン・アルビオンFCからのオファーの接触があったもののそれを断り、ハル・シティやリーズ・ユナイテッドAFCのトライアルに参加するも、積年の怪我で契約は見送られた。しかし、リーズ監督であるガリー・マカリスターの提案で、フィットネス回復までリーズのトレーニング施設使用を認められた。2008年12月10日、FAカップノーサンプトン・タウンFC戦においてデビュー。リーズでは4試合に出場して1得点を記録した。
2009年1月29日、リーズとの契約満了。以後、クラブチームには所属していない。

## 代表
U-21イングランド代表として、11試合に出場し3得点を上げている。また、後にミドルズブラでチームメイトとなるクリス・リゴット、ジョナサン・グリーニングらとともにUEFA U-21欧州選手権2002のメンバーに選出された。